# San Pedro de Latarce (kommun)
San Pedro de Latarce är en kommun i Spanien.   Den ligger i provinsen Provincia de Valladolid och regionen Kastilien och Leon, i den centrala delen av landet, 200 km nordväst om huvudstaden Madrid. Antalet invånare är 555.